# Master Series
Master Series é uma linha de coletâneas, lançadas nos países europeus, primeiramente pela PolyGram Internacional, e também pela A&M Records, Deram Records, FFRR Records, Mercury Records, e Polydor Records. Quatro álbuns da coleção Master Series foram lançadas: de 1987-1990, 1996-1998, 1998-1999, e de 2003.
As séries de 1996 representam vários estílos de banda, como New Wave, entre outras. E as series de 1998 representam várias bandas de hard rock, rock progressivo, dentre outros músicos e bandas.
Muitas vezes é lançado um título da mesma banda ou artista, em uma série após a outra.

## Lançamentos

### Séries de 1987
- Daniel Balavoine — Master Series
- Barbara — Master Series
- Jane Birkin — Master Series
- Frida Boccara — Master Serie
- Jacques Brel — Master Series
- Jean Ferrat — Master Series
- Serge Gainsbourg — Master Series
- Johnny Hallyday — Master Series
- Jean-Luc Lahaye — Master Series
- Guy Marchand — Master Series
- Melina Mercouri — Master Series
- Nana Mouskouri — Master Series
- Edith Piaf — Master Series
- Serge Reggiani — Master Series
- Nicole Rieu — Master Series
- Demis Roussos — Master Series
- Alan Stivell — Master Series
- Boris Vian — Master Series

### Séries de 1996
- 10cc — Master Series
- ABBA — Master Series
- ABC — Master Series
- Wolfgang Ambros — Master Series
- Joan Armatrading — Master Series
- The Allman Brothers Band — Master Series
- Army of Lovers — Master Series
- Big Country — Master Series
- Burt Bacharach — Master Series
- Bananarama — Master Series
- Berlin — Master Series
- Maria Bill — Master Series
- Black — Master Series
- Elkie Brooks — Master Series
- Sam Brown — Master Series
- Camel — Master Series
- Peter Cornelius — Master Series
- Dexys Midnight Runners — Master Series
- Yvonne Elliman — Master Series
- Rainhard Fendrich — Master Series
- Bill Haley — Master Series
- Ludwig Hirsch — Master Series [
- Joe Jackson — Master Series
- The Jam — Master Series
- Tom Jones — Master Series
- Level 42 — Master Series
- Liza Minnelli — Master Series
- The Moody Blues — Master Series
- Nana Mouskouri — Master Series (relançamento)
- The Neville Brothers — Master Series
- Iggy Pop — Master Series
- Demis Roussos — Master Series (relançamento)
- The Rubettes — Master Series
- Scorpions — Master Series
- The Small Faces — Master Series
- Jimmy Somerville — Master Series
- Squeeze — Master Series '
- Donna Summer — Master Series
- Visage — Master Series
- Waterloo & Robinson — Master Series
- Bruce Willis — Master Series

### Séries de 1998
- ABBA — Master Series (relançamento)
- Graeme Allwright — Master Series
- Ange — Master Serie
- Daniel Balavoine — Master Serie (relançamento)
- Bananarama — Master Series (relançamento)
- Visage — Master Series
- Barbara — Master Serie (relançamento)
- Barclay James Harvest — Master Series
- Brigitte Bardot — Master Serie
- Barron Knights — Master Series
- Acker Bilk — Master Series
- Jane Birkin — Master Serie (relançamento)
- Georges Brassens — Master Serie
- Jacques Brel — Master Serie (relançamento)
- Roy Buchanan — Master Series
- Kim Carnes — Master Series
- Mirek Černý — Master Serie
- Dio — Master Series
- Jean Ferrat — Master Serie (relançamento)
- Serge Gainsbourg — Master Serie (relançamento)
- France Gall — Master Serie
- Godley & Creme — Master Series
- Johnny Hallyday — Master Serie (relançamento)
- Engelbert Humperdinck — Master Series
- Joe Jackson — Master Series (relançamento)
- Tom Jones — Master Series (relançamento)
- Kool & the Gang — Master Serie
- Jean-Luc Lahaye — Master Serie (relançamento)
- Bernard Lavilliers — Master Serie
- Enrico Macias — Master Serie
- The Mamas & the Papas — Master Series
- Guy Marchand — Master Serie (relançamento)
- Melina Mercouri — Master Serie (relançamento)
- John Miles — Master Series
- Eddy Mitchell — Master Serie
- Jeanne Moreau — Master Serie
- Nana Mouskouri — Master Series (relançamento)
- Georges Moustaki — Master Serie
- Nicoletta — Master Serie
- Robert Palmer — Master Series
- Edith Piaf — Master Serie (relançamento)
- Pink Fairies — Master Series
- The Platters — Master Series
- Cozy Powell — Master Series
- Renaud Séchan — Master Serie
- Serge Reggiani — Master Serie (relançamento)
- Nicole Rieu — Master Serie (relançamento)
- The Righteous Brothers — Master Series
- Demis Roussos — Master Serie (relançamento)
- The Sensational Alex Harvey Band — Master Series
- The Shadows — Master Series
- Mort Shuman — Master Serie
- Jimmy Somerville — Master Series (relançamento)
- Status Quo — Master Series
- Alan Stivell — Master Serie (relançamento)
- The Style Council — Master Series
- Taxmeni — Master Series
- Thin Lizzy — Master Series
- Rick Wakeman — Master Series
- Roger Whittaker — Master Series

### SériesMillennium Edition
- Wolfgang Ambros — Millennium Edition
- Joan Armatrading — Millennium Edition
- Burt Bacharach — Millennium Edition
- Black — Millennium Edition
- Ludwig Hirsch — Millennium Edition
- John Miles — Millennium Collection

### Séries de 2003
- ABBA — Master Serie (relançamento)
- Daniel Balavoine — Master Serie (relançamento)
- Barbara — Master Serie (relançamento)
- Brigitte Bardot — Master Serie (relançamento)
- Gilbert Bécaud — Master Serie
- Jane Birkin — Master Serie (relançamento)
- Georges Brassens — Master Serie (relançamento)
- Jacques Brel — Master Serie (relançamento)
- Jan de Wilde — Master Serie
- Jean Ferrat — Master Serie (relançamento)
- Serge Gainsbourg — Master Serie (relançamento)
- Kool & the Gang — Master Serie (relançamento)
- Bernard Lavilliers — Master Serie (relançamento)
- Enrico Macias — Master Serie (relançamento)
- Eddy Mitchell — Master Serie (relançamento)
- Jeanne Moreau — Master Serie (relançamento)
- Nana Mouskouri — Master Serie (relançamento)
- Georges Moustaki — Master Serie (relançamento)
- Nicoletta — Master Serie (relançamento)
- Florent Pagny — Master Serie
- Edith Piaf — Master Serie (relançamento)
- Serge Reggiani — Master Serie (relançamento)
- Renaud — Master Serie (relançamento)
- Andre Rieu — Master Serie
- Tino Rossi — Master Serie
- Demis Roussos — Master Serie (relançamento)
- Michel Sardou — Master Serie
- Alan Stivell — Master Serie (relançamento)
- Herve Vilard — Master Serie (relançamento)